# Lennart Morgenstern
Lennart Morgenstern ist ein deutscher Puppenspieler.

## Werdegang
Zunächst studierte Morgenstern Theologie und Geschichte an der Universität Rostock sowie Darstellendes Spiel an der Hochschule für Musik und Theater Rostock. Von 2009 bis 2013 setzte er seine Hochschulbildung an der Hochschule für Schauspielkunst „Ernst Busch“ (Berlin) fort, indem er dort „Zeitgenössisches Puppenspiel“ studierte. Während seiner Berliner Studienzeit wirkte er in verschiedenen Kurzfilmen, Musikvideos und Werbespots mit, zudem spielte er 2012 als Gast in der Inszenierung Doktor Faustus reorganisiert des Puppentheaters Magdeburg, wo er seit 2013 festes Ensemblemitglied ist. Seit 2019 ist er zudem in der Rolle des Raben Rudi in verschiedenen Serien des ZDF im KiKA zu sehen.

## Filmografie
- 2019: Siebenstein
- 2019–2020: Rabe Rudi - Vorlesegeschichten
- seit 2022: Rudis Siebenstein
- seit 2022: Rudis Rasselbande
- seit 2022: Rudis Rabenteuer